# Боркович, Александар
Александар Боркович (нем. Aleksandar Borković; род. 11 июня 1999, Вена) — австрийский футболист, защитник немецкого «Хоффенхайма», выступающий на правах аренды за «Штурме».

## Карьера
Начал заниматься футболом в школе KSV Ankerbrot Montelaa. В 2007 году он пришёл в молодёжную команду «Аустрии». В марте 2016 он дебютировал за дублирующую команду в региональной лиге, в матче против клуба «Фёрст», выйдя в компенсированное время вместо Марко Златковича.
В сезоне 2016/17 Боркович, сыгравший на тот момент только три матча за дубль, был переведён в главную команду. В основном составе дебютировал 25 февраля 2017 года в матче Бундеслиги против «Альтаха», выйдя на поле в стартовом составе.
В сезоне 2020/21 Боркович перешёл в клуб немецкой Бундеслиги «Хоффенхайм». 